# Amaxia pandama
Amaxia pandama är en fjärilsart som beskrevs av Druce 1893. Amaxia pandama ingår i släktet Amaxia och familjen björnspinnare. Inga underarter finns listade i Catalogue of Life.